# Cumwhitton
Cumwhitton – wieś w Anglii, w Kumbrii, w dystrykcie (unitary authority) Cumberland. Leży 13 km na wschód od miasta Carlisle i 411 km na północny zachód od Londynu.